# Cleantioides annandalei
Cleantioides annandalei là một loài chân đều trong họ Holognathidae. Loài này được Tattersall miêu tả khoa học năm 1921.